# Человек, который предал мафию
«Человек, который предал мафию» (фр. L'Homme qui trahit la mafia) — франко-итальянский детектив режиссёра Шарля Жерара, вышедший в прокат 20 мая 1967.

## Сюжет
Итало-американская мафия пытается наладить наркотрафик через территорию Франции, расправляясь со всеми, кто встает у неё пути, но сталкивается с активным противодействием полиции. Расследование убийства стюардессы, обслуживавшей рейс из Мексики, выводит инспектора Клода Ламбера на группировку наркоторговцев.
Адвокат мафии метр Бьянкини пытается объяснить своим боссам особенности французского менталитета и то, что власти и полиция Франции, в отличие от их североамериканских коллег, не станут сотрудничать с преступниками. Подвергаясь давлению со стороны инспектора полиции, и потеряв доверие мафии, он решает бежать.

## В ролях
- Робер Оссейн — метр Бьянкини
- Клод Манн — инспектор Клод Ламбер
- Клодин Костер — Изабель Бьянкини
- Робер Мануэль — главарь банды наркоторговцев
- Хосе Луис де Вильялонга — Марио Верона
- Ноэль Ноблекур — стюардесса
- Ален Котвалле — Лучано
- Мишель Кретон — Фабиани
- Поль Пребуа — гаражист
- Джиджи Баллиста — Альдо
- Рауль Сент-Ив — директор тюрьмы

В Италии фильм демонстрировался под названием «38-й калибр» (Calibro 38). Песню на мотив главной музыкальной темы из фильма (Fleur de pavot — «Цветок мака») исполняла Мишель Торр.

## Критика
Венсан Серме в работе «Итальянская и итало-американская организованная преступность на киноэкране» отмечает, что в этом малоизвестном фильме мафия показана с минимумом реализма. Критику представляются любопытными эпитеты, с помощью которых в ленте описывается преступная организация: «синдикат преступлений», «международная наркобанда», «парижский воровской мир», «могущественнейшая тайная организация преступного наркотрафика в Европе». При этом инспектор Криминальной бригады едва ли не в одиночку кладет конец преступной деятельности банды заокеанских наркоторговцев.